# Endika Bordas Losada
Endika Bordas (Bermeo, 8 de març de 1982) és un futbolista basc, que juga com a migcampista.
Va sorgir del planter de l'Athletic Club. Amb el primer equip hi disputa 14 partits repartits entre el 2003 i el 2006. Després de ser cedit al Terrassa FC, milita al CE L'Hospitalet i al Córdoba CF. Amb els andalusos, a Segona Divisió, hi juga 41 partits en dues campanyes.
L'estiu del 2009 fitxa per la UD Salamanca, també de la categoria d'argent.